# Turbonilla castanea
Turbonilla castanea is een slakkensoort uit de familie van de Pyramidellidae. De wetenschappelijke naam van de soort is voor het eerst geldig gepubliceerd in 1887 door Keep.